# Родригес, Альберто
Альберто Родригес Баррера (исп. Alberto Rodríguez Barrera; 1 апреля 1974, Мехико, Мексика) — мексиканский футболист, защитник, известный по выступлениям за «Пачука» и сборной Мексики. Участник Чемпионата мира 2002 года.

## Клубная карьера
Родригес начал карьеру в клубе «УНАМ Пумас». В 1992 году он дебютировал за клуб в мексиканской Примере. Проиграв в «Пумас» до 1994 года Альберто перешёл в «Пачуку». В 1996 году он помог команде выиграть Лигу Ассенсо и выйти в высший дивизион. Летом 1997 года Родригес полгода выступал за «Монтеррей», посл чего вновь вернулся в «Пучуку». В 1999 и 2001 годах он помог клубу выиграть чемпионат, а в 2002 завоевать Кубок чемпионов КОНКАКАФ. В 2003 году Альберто в третий раз стал чемпионов Мексики. Летом 2005 года Родригес вернулся в родной Мехико, где выступал за «Крус Асуль» и «Крус Асуль Идальго». В 2012 году он завершил карьеру футболиста.

## Международная карьера
11 апреля 2001 года в матче товарищеском матче против сборной Чили Родригес дебютировал за сборную Мексики. В 2001 году Альберто принял участие в Кубке Америки. На турнире он сыграл в поединках против сборных Перу, Парагвая, Чили, Уругвая и Колумбии. В 2002 году Родригес был включен в заявку национальной команды на участие в чемпионате мира в Японии и Южной Кореи. На турнире он был запасным футболистом и не сыграл ни минуты.

## Достижения
Командные
 «Пачука»
- Чемпионат Мексики по футболу — Инверно 1999
- Чемпионат Мексики по футболу — Инверно 2001
- Чемпионат Мексики по футболу — Апертура 2003
- Обладатель Кубка чемпионов КОНКАКАФ — 2002

Международные
 Мексика
- Кубок Америки по футболу — 2001